# فلیکس فرناندس
فلیکس فرناندس (اسپانیایی: Félix Fernández‎؛ زادهٔ ۱۱ ژانویهٔ ۱۹۶۷) بازیکن فوتبال اهل مکزیک بود.
وی همچنین در تیم ملی فوتبال مکزیک بازی کرده‌است.